# Pointillé

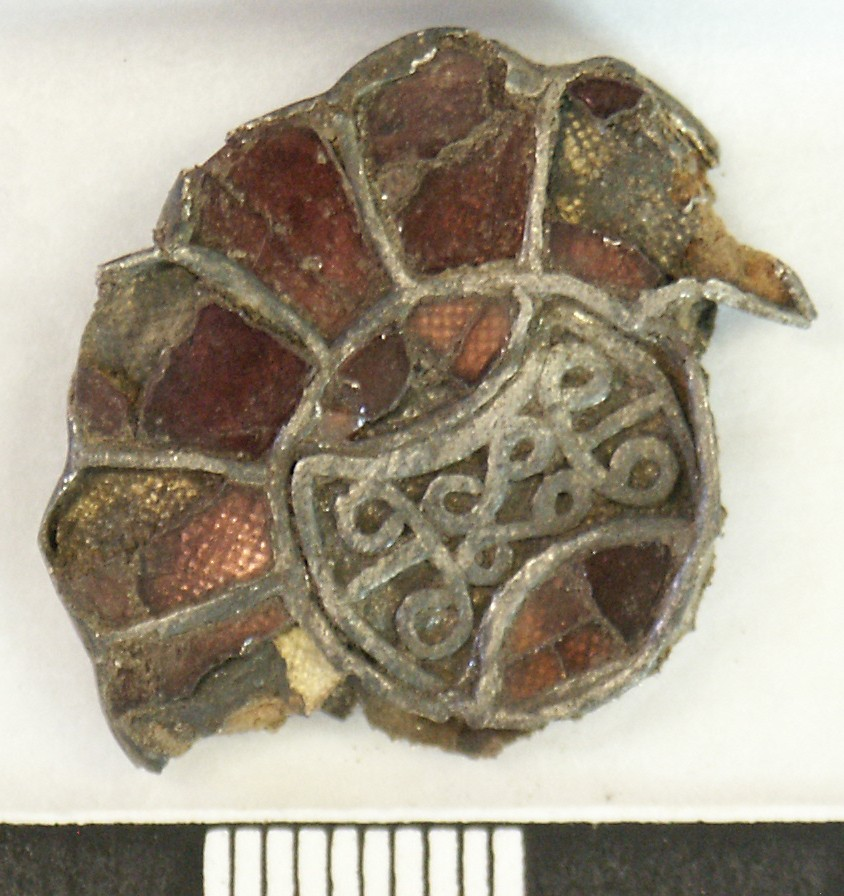
Frammento di una spilla composita in argento a forma di rosetta, con granati intarsiati e ornamento in filigrana d'argento. Sono presenti sei di dodici cellule trapezoidali, ognuna con un bordo esterno convesso e incastonate con un granato cloisonné su lamina d'oro puntinata.

Pointillé è una tecnica decorativa nella quale i motivi su una superficie sono realizzati mediante una serie di puntini. La tecnica è simile allo sbalzo o all'incisione ma viene eseguita manualmente e non taglia la superficie che viene decorata. Il pointillé era comunemente usato per decorare armi e armature a partire dal XV secolo.  Il Reliquiario della Sacra Spina al British Museum, fatto in Francia alla fine del XIV secolo, mostra un lavoro pointillé molto raffinato e delicato su oro.

## Usi comuni del pointillé
Il pointillé è comunemente usato per intricate rilegature di copertine di libri fatte a mano nel XVII secolo, per la decorazione di armi e armature metalliche e per quella di armi da fuoco rifinite a mano.